# Países Bajos borgoñones
Los Países Bajos borgoñones es un término que describe a la entidad geopolítica que comprendía los territorios de la región de los Países Bajos (Nerderlanden; Lage Landen), que fueron incorporándose al dominio de los duques de Borgoña y que abarca un período comprendido entre 1384 y 1477.

## Dinastía
Parte de estos territorios fueron heredados por los duques de Borgoña, una rama de la Casa de Valois, en 1384, tras la muerte de Luis de Mâle, conde de Flandes. Su heredera, Margarita III de Flandes, se había casado con Felipe el Atrevido (1342-1404), hijo menor de Juan II de Francia y el primer Valois duque de Borgoña, que heredó así los condados de Flandes, Artois, Rethel, Borgoña y Nevers. Juntos dieron paso a la era del gobierno borgoñón de los Países Bajos.
Los territorios borgoñones se vieron expandidos con el Condado de Namur en 1421, los ducados de Brabante y Limburgo en 1439, los condados de Hainaut, Holanda y Zelanda en 1432, el Ducado de Luxemburgo en 1441 y el ducado de Güeldres en 1437.
El período borgoñón terminó en 1477, cuando Carlos el Temerario murió en el campo de batalla sin dejar heredero varón. El rey Luis XI de Francia, aprovechando la coyuntura de esta muerte inesperada, se apoderó del ducado de Borgoña y lo anexionó al dominio real, basándose en que las apanages se habían reglamentado de forma que, al agotarse la descendencia masculina, debían incorporarse a la Corona, además del Condado de Borgoña, Artois y Picardía, a su ahijada y heredera de Carlos, la duquesa María. De esta forma, la duquesa tuvo que aceptar la restitución de los privilegios suprimidos en los Países Bajos por el Gran Privilegio en febrero de 1477, lo que destruía la labor centralizadora de los dos duques anteriores, Felipe el Bueno y Carlos el Temerario. Para contrarrestar la ofensiva francesa, se casó en agosto de 1477 con el archiduque de Austria y futuro emperador Maximiliano I, de la Casa de Habsburgo, vinculación que duraría tres siglos. En 1482, murió la duquesa María, extinguiéndose así la rama Valois-borgoñona.
Los duques borgoñones de la dinastía Valois, que gobernaron diversos territorios en los Países Bajos, fueron:
- Felipe II de Borgoña y su mujer Margarita III de Flandes (1384-1405)
- Juan Sin Miedo (1405-1419)
- Felipe el Bueno (1419-1467)
- Carlos el Temerario (1467-1477)
- María de Borgoña (1477-1482). Duquesa titular de Borgoña.

No fue hasta 1549, cuando el emperador Carlos V estableció en la Pragmática Sanción que los territorios de los Países Bajos formarían una entidad territorial indivisible.

## Política
La amplia variedad de obispados y ciudades independientes, de sistemas de impuestos, pesos y medidas, las diferentes costumbres internas y los derechos locales, fieramente defendidos, fueron un estorbo al gobierno de los Valois, pero los intentos de fortalecer el control ducal se encontraron con revueltas, apoyadas en ocasiones por los nobles locales, que desembocaban en represiones violentas, lo que llevó a un gobierno central cada vez más moderno y centralizado que permitió a los duques pasar a ser mecenas reconocidos y establecer una lujosa vida cortesana que fijó las normas de conducta en las cortes de los siglos siguientes. Felipe el Bueno amplió el territorio bajo su control por el sudeste al conseguir el gobierno de Bruselas, Namur y Lieja. Canalizó la independencia natural de las ciudades mediante mecanismos como los Estados Generales, y consolidó la economía de la región.
Los Estados Generales se reunieron por primera vez en Brujas el 9 de enero de 1464. Consistía en delegados de los estados de Brabante, Flandes, Lille, Douai, Orchies, Artois, Hainaut, Holanda, Zelanda, Namur, Malinas y Boulonnais. Hasta 1464 el duque solo mantenía lazos con cada Estado provincial por separado. En principio, los Estados estaban compuestos por representantes de los tres estamentos tradicionales: el clero, la nobleza y el tercer estado, pero la composición exacta y la influencia de cada estado en los Estados provinciales podía diferir. La convocatoria de los Estados Generales, en los que todos los estados provinciales estuvieran representados, fue parte de la política de centralización de Felipe el Bueno.

## Patrocinio ducal
Desde 1441 Felipe estableció su corte en Bruselas, pero Brujas era el centro comercial, aunque en la década de 1480 la inevitable obstrucción de su puerto puso fin a su hegemonía comercial. Felipe auspició la creación de manuscritos ilustrados y la pintura de la corte alcanzó un alto nivel con Robert Campin, los hermanos van Eyck y Rogier van der Weyden.